# Arisaema omkoiense
Arisaema omkoiense là một loài thực vật có hoa trong họ Ráy (Araceae). Loài này được Gusman mô tả khoa học đầu tiên năm 2001.